# Одинцовский парк культуры, спорта и отдыха
Одинцовский парк культуры, спорта и отдыха (также ранее известен как Спортивный парк отдыха имени Героя России Ларисы Лазутиной и «Лазутинка») — главный парк города Одинцова и Одинцовского городского округа, располагающийся на территории Подушкинского лесопарка. Известен лыжероллерной трассой (два круга — 3 км и 6 км), на которой проходит ежегодная Манжосовская гонка. Площадь парка — 280 га.

## История
Лыжероллерная трасса открыта на территории Подушкинского лесопарка в 2002 году к 45-летию города Одинцово. Трассе было присвоено имя советской и российской лыжницы, пятикратной олимпийской чемпионки Героя Российской Федерации, почётного жителя Одинцово Ларисы Лазутиной.
27 февраля 2014 года и. о. руководителя администрации Одинцовского района Андрей Иванов на встрече с жителями района заявил о том, что лыжероллерная трасса станет «знаковым местом», на её территории появится новая досугово-развлекательная инфраструктура. Во второй половине 2014 года начата реконструкция объекта.
Обновлённая трасса начала работать в День лыжника 21 февраля 2015 года, в церемонии открытия участвовали губернатор Московской области Андрей Воробьёв, советник губернатора по вопросам культуры, туризма, физической культуры, спорта и делам молодежи Игорь Чайка, Лариса Лазутина и глава Одинцовского района Андрей Иванов.

## Спорт в парке
Парк является популярной площадкой по следующим спортивным направлениям:
- Лыжные гонки
- Лыжероллеры
- Роликобежный спорт
- Скейтбординг
- Бег
- Скандинавская ходьба
- Велоспорт (в том числе маунтинбайк/кросс-кантри)
- Воркаут

Проводятся занятия по йоге.

## Экология парка
Территория Спортивного парка отдыха входит в особо охраняемую природную территорию «Подушкинский лесопарк», по ней проложены прогулочно-познавательные маршруты и учебные экологические тропы. Парк расположен в бассейне небольшой реки Самынки, которая и определяет особенности рельефа территории — поросшие лесом, часто крутые, береговые склоны и сеть зарастающих оврагов.
Природа парка характерна для леса средней полосы России, лесной массив представлен мелколиственными и хвойными породами. Разнообразие представителей растительного и животного мира образуют типичные устойчивые сообщества. В лесу можно встретить косулю, лисицу, зайца, барсука, енотовидную собаку, куницу, ласку, белок, ежей, разнообразных грызунов, ужей, лягушек, серых лесных жаб, виноградных улиток, а также множество пернатых.
В пойме реки и на заболоченных лугах встречаются виды растений и животных, занесенные в Красную книгу Подмосковья.

## Археологическое наследие

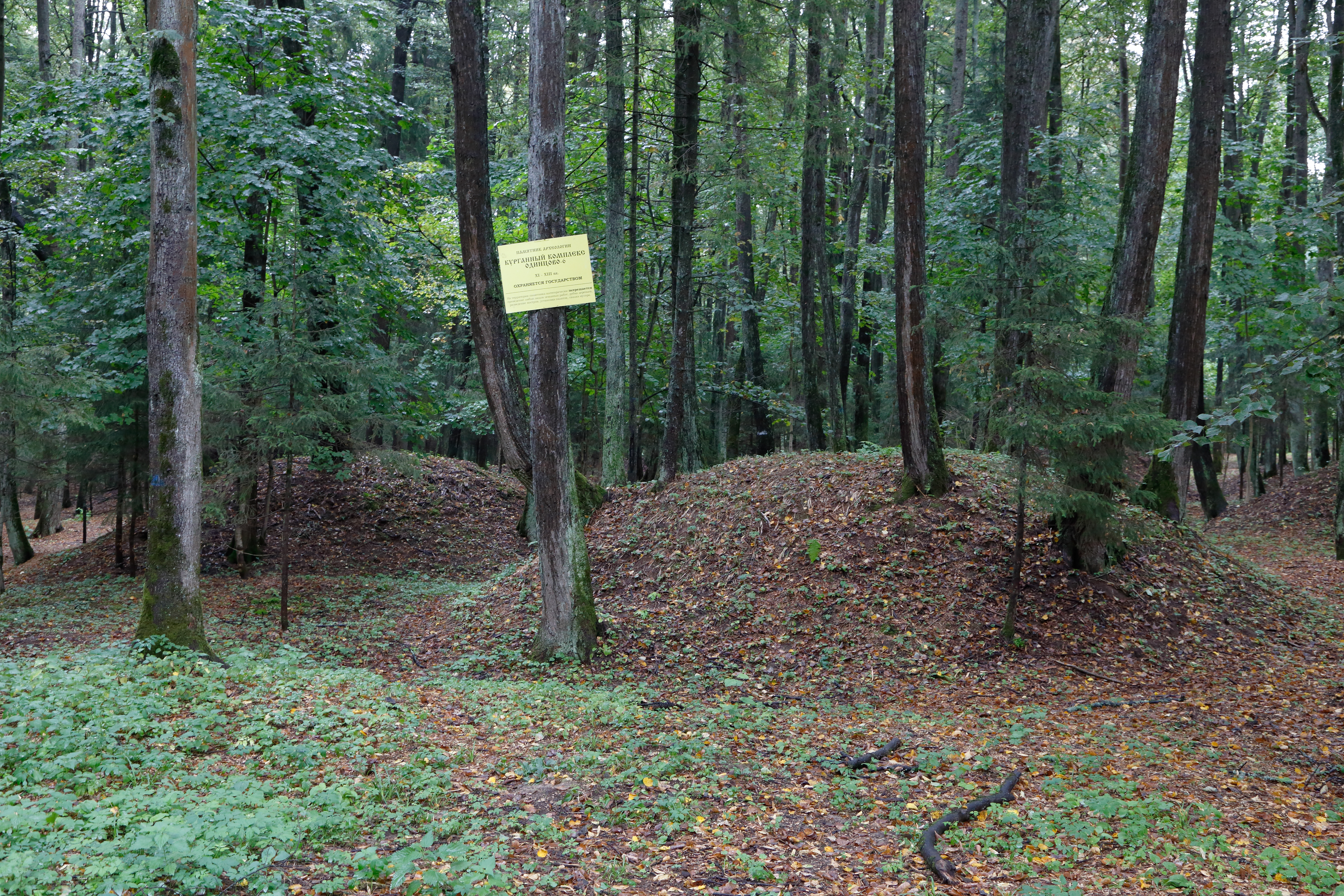
Курганный комплекс «Одинцово-6» в парке

На территории парка расположены славянские курганные захоронения XI—XIII веков и селища XIV—XVI веков. Комплекс «Одинцовские курганы» включает в себя 19 курганных групп и одиночных курганов общей численностью более 300 насыпей, и шесть синхронных им поселений открытого типа. Также в состав археологического комплекса входят пять селищ эпохи Московского государства. Археологическому комплексу «Одинцовские курганы» присвоена федеральная категория особо охраняемого объекта.